# 随机基准测试
随机基准测试（英語：Randomized benchmarking，简称RB）是一种用于测量量子计算硬件平台平均错误率的实验方法。该协议通过执行随机采样的长序列量子门操作来估计平均错误率。随机基准测试是量子硬件开发者（如IBM和谷歌）用来测试量子操作性能的行业标准协议。
由约瑟夫·爱默生（Joseph Emerson）及其合作者提出的随机基准测试原始理论，考虑了执行哈尔随机操作序列，但实际使用仍有一些局限性。目前标准的随机基准测试（RB）协议依赖于均匀随机抽样的克利福德（Clifford）操作，这是由克里斯托夫·丹克特（Christoph Dankert）等人在2006年作为幺正t-设计理论的应用提出的。 在当前用法中，随机基准测试有时指2005年协议的更广泛的推广系列，涉及不同的随机门集，这些门集可以识别影响基本量子门操作的错误的强度和类型的各种特征。随机基准测试协议是验证和确认量子操作的重要手段，也常用于优化量子控制程序。

## 概述
与其他错误表征方法相比，随机基准测试具有几个关键优势。例如，当对错误进行完整表征时（这一操作称为量子态层析），所需实验操作的数量会随着量子比特（qubits）数量的增加而呈指数级增长。这使得量子态层析方法即使对于仅有3或4个量子比特的小型系统也不切实际。相比之下，随机基准测试协议是目前已知的唯一能够随系统中量子比特数量增加而有效扩展的错误表征方法。 因此，RB可以在实践中用于表征任意大型量子处理器中的错误。此外，在实验量子计算中，态制备和测量（state preparation and measurement，SPAM）过程也容易出错，因此量子过程层析无法区分与门操作相关的错误和与SPAM相关的错误。相比之下，RB协议对于态制备和测量错误具有鲁棒性。
随机基准测试协议通过观察最终量子态的保真度如何随着随机序列长度的增加而降低，来估计影响一组量子操作的错误的关键特征。如果这组操作满足某些数学特性，例如包含一系列“旋转”（twirls）且构成幺正2-设计，那么可以证明测得的衰减是一个不变的指数衰减，其速率唯一地由错误模型的特征确定。

## 历史
随机基准测试在论文《使用随机幺正算符的可扩展噪声估计》（Scalable noise estimation with random unitary operators）中被提出，该文指出，从SU({\displaystyle d})群上的哈尔测度中均匀随机抽样的长序列量子门将导致指数衰减，其速率由错误模型唯一确定。约瑟夫·爱默生（Joseph Emerson）、罗伯特·阿利茨基（Robert Alicki）和卡罗尔·齐奇科夫斯基（Karol Zyczkowski）还证明，在门无关错误的假设下，测得的衰减率与一个重要的品质因数——平均门保真度直接相关，并且与初始态的选择、初始态中的任何错误以及量子门的特定随机序列无关。该协议适用于任意维度{\displaystyle d}和任意数量 {\displaystyle n} 的量子比特，其中 {\displaystyle d=2^{n}}。SU({\displaystyle d}) RB协议有两个重要的局限性，这些局限性在克里斯托夫·丹克特（Christoph Dankert）等人提出的改进协议中得到了克服，他们建议从任何幺正2-设计（例如克利福德群）中均匀随机抽样门操作。他们证明了这将产生与爱默生等人提出的随机SU({\displaystyle d})版协议相同的指数衰减率。这是基于以下观察：随机门序列等效于在该群下的一系列独立“旋转”，这一猜想在中提出，并后来在中得到证明。这种基于克利福德群的随机基准测试方法是目前评估量子计算机错误率的标准方法。美国国家标准与技术研究院（NIST）在2008年提出了一种该协议的变体，用于单量子比特门的首次RB类型实验实现。然而，后来证明NIST协议中的随机门抽样并不能复现任何幺正2-设计。 NIST RB协议后来也被证明会产生指数保真度衰减，尽管其速率依赖于错误模型的非不变特征。
近年来，针对基于克利福德群的随机基准测试（RB）协议，学术界已经建立起一个严谨的理论框架。该框架证实，这些协议即便在极为广泛多样的实验条件下，依然能够可靠地运行并给出一致的结果。在2011年和2012年，伊斯瓦尔·马格桑（Easwar Magesan）等人证明了指数衰减率对于任意的态制备和测量错误（SPAM）都是完全鲁棒的。他们还证明了平均门保真度与钻石范数（diamond norm）错误度量之间的联系，这与容错阈值相关。他们还提供了证据，表明即使错误模型在各个门操作中有所不同（即所谓的门相关错误，这是实验中的现实情况），观察到的衰减也是指数的，并且与平均门保真度相关。2018年，乔尔·沃尔曼（Joel Wallman）以及阿诺·杜加斯（Arnaud Dugas）等人指出，尽管中提出了担忧，但即使在非常强的门相关错误下，标准RB协议产生的指数衰减的速率也能精确测量实验相关错误的平均门保真度。乔尔·沃尔曼（Joel Wallman）的结果尤其证明了RB错误率对门相关错误模型具有如此强的鲁棒性，以至于它为检测非马尔可夫错误提供了一个极其敏感的工具。这是因为在标准的RB实验下，只有非马尔可夫错误（包括时间相关的马尔可夫错误）才能产生与指数衰减有统计学显著偏差的结果。
标准RB协议于2012年首次在耶鲁大学的超导量子比特上实现单量子比特门操作。 NIST在2008年于囚禁离子上实现了一种仅针对单量子比特操作定义的此标准协议的变体。 标准RB协议在双量子比特门上的首次实现是2012年在NIST的一个双囚禁离子系统上完成的。